# 富爾斯 (伊利諾伊州)
富爾斯（英語：Fulls）是位於美國伊利諾伊州尚佩恩縣的一個非建制地區。該地的面積和人口皆未知。

## 地理
富爾斯的座標為40°06′48″N 88°05′25″W / 40.11333°N 88.09028°W，而該地的平均海拔高度為207米（即679英尺）。